# Memorial del XVIII Cos de l'Exèrcit Republicà
El Memorial del XVIII Cos de l'Exèrcit Republicà és un conjunt format per diversos espais utilitzats per l'exèrcit republicà durant la guerra civil espanyola a Pujalt. Cadascun dels espais està inventariat de manera singular.
Durant la guerra civil de 1936-39 s'instal·là a Pujalt la base d'instrucció militar del 18è cos d'exèrcit republicà, ja que era un bon lloc des del punt de vista estràtegic. Pujalt està situat a la vora de les principals vies de comunicació de la Catalunya central. Estava allunyat del front de batalla i a més oferia la infraestructura i equipaments necessaris per acollir la tropa. El campament de Pujalt és de fet un conjunt únic dins dels campaments republicans. Estava allunyat del front de batalla i a més oferia la infraestructura i equipaments necessaris per acollir la tropa.

## Antic Ajuntament
L'Antic Ajuntament és una obra de Pujalt (Anoia) protegida com a bé cultural d'interès local. És un edifici molt senzill de planta i dos pisos i petites dimensions. Un fet curiós és que a la primera planta s'hi arriba per unes escales directament des del carrer. El parament és de pedra irregular i les portes tenen llindes de fusta. La coberta és de teula.
L'edifici és situat al costat de la capella de la Puríssima Concepció, que en aquell moment feia funcions de centre cultural. Era doncs, un lloc important dins de les infraestructures del conjunt del campament.

## Zona de Barracons
La Zona de Barracons és una obra del municipi de Pujalt (Anoia) protegida com a bé cultural d'interès local. Es tracta d'un conjunt d'habitatges bastits en dues terrasses diferents de la cara nord del turó on s'albergaven les soldats del campament. El conjunt queda delimitat per dos accessos per vehicles, als que s'accedia des del camí que comunicava les diferents terrasses construïdes i ocupades al turó. A l'entrada del campament, aïllat de la resta, hi havia un barracó situat al costat de l'accés occidental i posteriorment se'n van bastir d'altres de millor qualitat constructiva. Actualment trobem vestigis de la fonamentació de les barraques i de les estructures de sanejament, amagades entre la vegetació.
A la primera terrassa hi ha restes de vuit barracons. Hi ha restes d'escales que servien per accedir d'una terrassa a una altra. Hi ha restes de latrines. A la segona terrassa caldria fer una intervenció arqueològica per saber el nombre de barracons que hi havia.

## Camp de Tir
El Camp de Tir és una obra del municipi de Pujalt (Anoia) protegida com a bé cultural d'interès local. En el camp hi ha dues rases, una davant de l'altra on es col·locaven els blancs per tirar. Actualment hi ha camps de conreu i l'espai on hi havien els blancs queda amagat sota la vegetació.
El camp de tir té un paper destacable dins del conjunt patrimonial conservat a Pujalt. Era el lloc on s'entrenaven els soldats. És convenient recuperar aquest espai, ja que forma part del campament de Pujalt.

## Casa refugiats
La Casa refugiats és una obra del municipi de Pujalt (Anoia) protegida com a bé cultural d'interès local. Casa de grans mides situada al centre del nucli urbà, davant de l'església de la Puríssima Concepció (seu del centre cultural). Correspon a l'actual edifici de la rectoria que durant la guerra civil es va compartimentar en dos edificis, a la part de davant es van instal·lar les oficines militars, mentre que a la de darrere hi habitaven els evacuats del front de Madrid.

## Hospital
L'Hospital és una obra del municipi de Pujalt (Anoia) protegida com a bé cultural d'interès local. L'hospital es va instal·lar al costat dret de l'església de la Puríssima. Allà també hi vivien els metges que hi treballaven. És situat al centre de la població on també hi havia altres infraestructures que formaven l'engranatge civil i militar de Pujalt. Al costat, emplaçat davant de l'església de la Puríssima hi havia el Centre Cultural, al costat d'aquest es va bastir l'Ajuntament i, al davant, les oficines dels militars.

## Niu de metralladora
El Niu de metralladora és una obra del municipi de Pujalt (Anoia) protegida com a bé cultural d'interès local. S'han localitzat restes de dues defenses antiaèries emplaçades als extrems de la part més elevada de l'Obac de les Escomes, lloc on es va instal·lar la zona d'habitatge del campament republicà.
El niu de metralladora és fet de pedra i té planta circular. A l'interior hi ha una banqueta que envolta el perimetrei, al centre, hi ha les restes d'una base de pedra on aniria emplaçada la metralladora. Al costat hi ha restes d'un petit edifici on hi devia haver els soldats que feien guàrdia, que es comunica amb el niu mitjançant una trinxera de planta molt irregular per tal d'esquivar els efectes de la metralla. Actualment la trinxera està erosionada a causa del conreu del camp. El niu de metralladora és un element de fort valor tipològic que convé excavar per recuperar-lo i, ja que es tracta d'un model constructiu típic d'un campament militar.

## Polvorí
El Polvorí és una obra del municipi de Pujalt (Anoia) protegida com a bé cultural d'interès local. És un únel situat a peu del camí existent a la part baixa del turó, al costat del refugi antiaèri. A l'interior s'aprecien marques de les eines emprades -bàsicament pics- per a la construcció. L'entrada és adovellada i presenta testeimonis de les frontisses de la porta.
El polvorí és en bon estat de conservació i és una peça important del campament militar.

## Refugi
El Refugi és una obra del municipi de Pujalt (Anoia) protegida com a bé cultural d'interès local. Refugi situat al peu del camí que hi ha a la part baixa del turó. És un refugi integral amb dues boques. Al costat hi ha un polvorí excavat també als nivells naturals.
Té diferents galeries disposades en ziga-zaga, clarament concebudes per protegir l'interior dels efectes de la metralla. Les mides aproximades són de 120 m, de llargada total, 1,75 d'amplada i 1,80 d'alçada, tot i que el terra original pot estar a un nivell inferior a l'actual. A l'interior hi ha marques de les eines emprades -bàsicament pics- per a l'excavació del refugi i en diferents punts hi ha algunes banquetes, possiblement on s'acomodaven. Hi ha diverses inscripcions, hi figura l'any de la construcció 1938.

## Safareig
El Safareig és una obra del municipi de Pujalt (Anoia) protegida com a bé cultural d'interès local. Hi havia tres safareigs: el primer era conegut com "el dipòsit" i es va utilitzar com a cisterna on els militars anaven a buscar aigua, el segon allargat i de dimensions petites, tenia una sèrie de piques graonades per la rentada de la roba i higiene personal dels soldats, i per acabar, el tercer, fet amb pedra i de mides de tres o quatre metres de llargària aproximadament, amb un sistema de canalització i desguàs que no va arribar a inaugurar-se mai. L'aigua era canalitzada de la font de les Tosquelles, situada al costat del safareig, des d'on els militars la feien arribar mitjançant la construcció de diferents registres. El conjunt de safareigs és un component important dins de la vida al campament de Pujalt.

## Tendes de campanya
Les Tendes de campanya és una obra del municipi de Pujalt (Anoia) protegida com a bé cultural d'interès local. Dins de les infraestructures d'habitatge del campament, juntament amb els barracons hi havia una zona on es van construir una sèrie de tnedes de tipus suis. Es van aterrassar dues esplanades on es van bastir un total d'onze tendes de campanya (cinc a la terrassa inferior i sis a la superior).
Actualment s'ha conservat la base circular feta de pedra i sobre la qual es muntaven les tendes de lona subjectades en un pal central.